# 坂本五郎
坂本 五郎（さかもと ごろう、1923年8月31日 - 2016年8月15日）は日本の古美術商。古美術店・不言堂の創設者。

## 生涯
1923年神奈川県横浜市生まれ。1947年より東京で古美術商をはじめる。
1972年にロンドンで行われたクリスティーズのオークションにおいて、中国・元時代の「青花釉裏紅大壺」を約1億7600万円で落札したことで広く知られる。この金額は、当時の東洋陶磁において世界最高額であり、これにより中国古磁器の評価が高まったとされる。
2002年、奈良国立博物館へ中国の殷から漢にかけての青銅製容器を中心に380点ほどの収集品を寄贈。奈良国立博物館はこれを受け青銅器館を改装し、名品展「中国古代青銅器＜坂本コレクション＞」展示施設とした。坂本が収集した美術品の一部は、日本国内においては奈良国立博物館の他、九州国立博物館などに寄贈されており、台湾では国立故宮博物院、イギリスでは大英博物館にも収蔵されている。
2016年8月15日、脳梗塞により92歳で死去。

## 著作
- 坂本五郎『茶の湯名釜コレクション 鎌倉・室町・桃山他』生活の友社、2016年。ISBN 978-4908429033。
- 坂本五郎『ひと声千両―おどろ木 桃の木「私の履歴書」』日本経済新聞社、1998年。ISBN 978-4532162528。

## 連載
「私の履歴書」（日本経済新聞、1996年12月）